# قتل‌عام در رم
قتل‌عام در رم (ایتالیایی: Rappresaglia) یک فیلم سینمایی ایتالیایی در ژانر درام و جنگی محصول سال ۱۹۷۳ میلادی به کارگردانی جورج پی کاوزماتوس در مورد قتل‌عام قتل عام آرداتین است که در غارهای آرداتین در رم در تاریخ ۲۴ مارس ۱۹۴۴ رخ داد، توسط آلمانی‌ها به عنوان تلافی جویانه برای حمله حزبی علیه پلیس بوزن انجام شد. .

## بازیگران
- ریچارد برتون
- هربرت کپلر
- جان اشتاینر
- آنتونی استیل
- آنتونی داوسون
- رنتسو پالمر
- ناتسارنو ناتاله
- جانکارلو پرته
- ماسیمو سارکیه‌لی